# Wayzata, Minnesota
Wayzata, Minnesota (енгл. Wayzata) град је у америчкој савезној држави Минесота.

## Демографија
По попису из 2010. године број становника је 3.688, што је 425 (-10,3%) становника мање него 2000. године.
| Група             | 2000.         | 2010.         |
| Белци             | 3.931 (95,6%) | 3.349 (90,8%) |
| Афроамериканци    | 17 (0,4%)     | 112 (3,0%)    |
| Азијати           | 55 (1,3%)     | 49 (1,3%)     |
| Хиспаноамериканци | 58 (1,4%)     | 132 (3,6%)    |
| Укупно            | 4.113         | 3.688         |